# Thabo Mngomeni
Thabo Mngomeni (26 giugno 1969) è un ex calciatore sudafricano, di ruolo centrocampista.